# Армен Григорян
Армен Левонович Григорян (вірм. Արմեն Գրիգորյան, 2 січня 1961, Єреван) — вірменський громадський і державний діяч.

## Життєпис
Народився 2 січня 1961 у Єревані.
- 1978—1982 — Вірменський державний інститут фізичної культури.
- 1996—2000 — Єреванський інститут сходознавства імені Лазаряна. Кандидат педагогічних наук, доцент.
- 2000—2003 — державна академія управління Вірменії.
- 1981—1983 — інструктор з фехтування в трудовій раді «Буревісник».
- 1984—1985 — старший тренер-педагог з фехтування в спеціалізованій школі фехтування міністерства освіти Вірменської РСР
- 1985—1986 — тренер з фехтування в спеціалізованій школі фехтування Єреванської міської ради
- 1987—1996 — слюсар-інструментальник 1-го розряду, начальник виробничого ділянки в комбінаті образотворчого мистецтва
- 1990—1992 — генеральний директор взуттєвої фабрики «Наїрі»
- 1996—1998 — заступник директора комбінату образотворчого мистецтва
- 1998—2003 — начальник управління фізичної культури і спорту Міністерства культури, спорту і у справах молоді Вірменії
- З 1999 — голова федерації фехтування Вірменії, а з 2001 — генеральний секретар Національного олімпійського комітету Вірменії
- 2003—2007 — заступник голови державного комітету по фізичній культурі і спорту при уряді Вірменії
- 2003—2007 —генеральний секретар Всесвітнього комітету Панвірменських ігор
- З 2005 — член виконавчого комітету Європейської асоціації фехтування
- 2007—2010 — Міністр спорту і у справах молоді Республіки Вірменія[1]
- 2007—2012 —президент Всесвітнього комітету Панвірменських ігор
- З 2012 р. — завідувач кафедри фізичного виховання  Російсько-Вірменського університету